# Carga Banzai
Carga Banzai es el término utilizado por las fuerzas aliadas para referirse a la táctica japonesa de ataque suicida en oleadas humanas, muy común durante la Segunda Guerra Mundial en el Frente del Pacífico oriental, realizados por unidades de infantería al grito de la palabra banzai.
Este término vino de la expresión japonesa banzai dicha a viva voz tres veces, que significa:

Tenno Heika Banzai ( 天皇陛下万歳 : "¡Larga vida al Emperador!")

y que era de tradicional usada en las fuerzas armadas japonesas cuando se lanzaba un  ataque, se realizaba una arenga por parte de un superior o se conquistaba un objetivo.

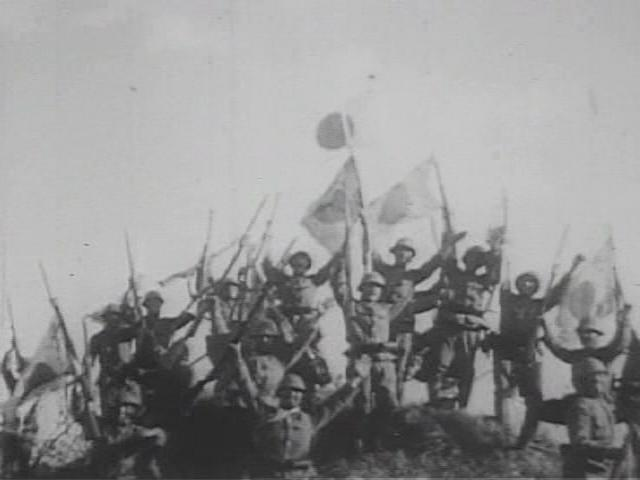
Soldados japoneses profieren el grito banzai al conquistar un objetivo.

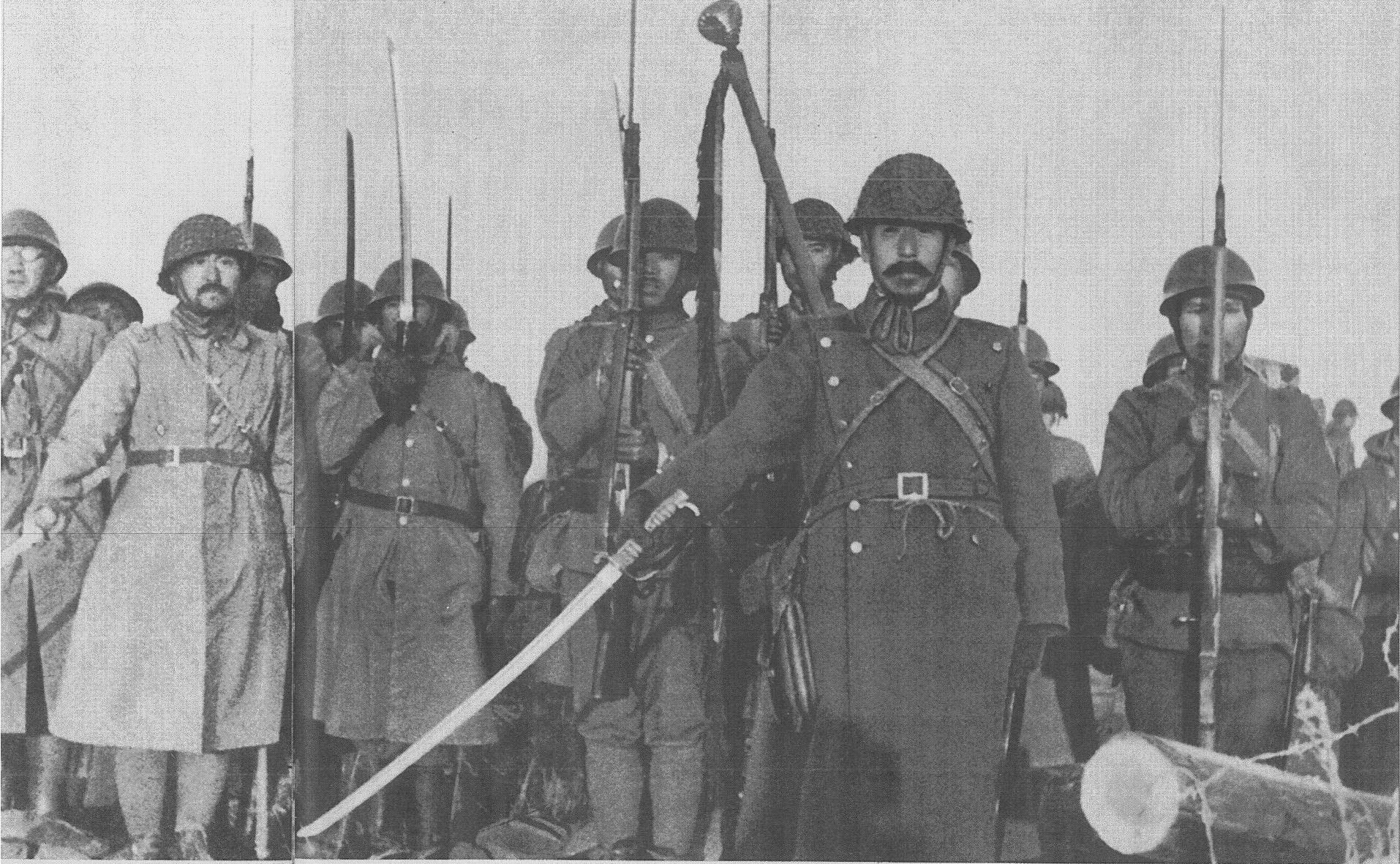
Soldados japoneses honran al emperador con el grito Banzai durante la segunda guerra sino-japonesa (1938).

La carga Banzai se hizo conocida en la segunda guerra sino-japonesa por los chinos y por los aliados en la Batalla de Guadalcanal.
En el Frente del Pacífico oriental, en no muchos casos fue usada principalmente como única salida honrosa a una inminente derrota.
La táctica brutal tuvo relativo éxito en algunas contadas batallas iniciales de la contienda con Japón al agredir a soldados estadounidenses en primera línea defensiva que desconocían y no estaban preparados para ese tipo de ataque. Pronto los aliados pudieron neutralizar ese ataque mediante el emplazamiento de ametralladoras y cañones de tiro rasante en primera línea.
Tácticas similares pero con distinto concepto militar se observaron en la Guerra del Pacífico,  la Primera Guerra Mundial en la llamada Guerra de trincheras, y además por el Ejército Rojo en la llamada Gran Guerra Patria (Segunda Guerra Mundial).

## Origen
La carga Banzai según algunas fuentes se considera como un método de Gyokusai (玉砕?  lit. ‘trozos de jade’; suicidio honroso). Es una palabra que se usa para describir un ataque suicida, o el suicidio antes de ser capturado por el enemigo, como el caso del seppuku.
En las fuerzas armadas del Japón, se le inculcaba bajo duras condiciones de entrenamiento al soldado, marino o aviador que su vida estaba ofrendada al emperador y a su país, dicha filosofía provenía del rígido código del Bushido, que indicaba que morir al servicio del emperador se ganaba honra y el derecho a acceder al cielo.
La tradicional carga Banzai consistía en un ataque a la carrera profiriendo gritos y alaridos que buscaba aterrorizar a los enemigos y hacerlos huir o paralizarlos de miedo o, por último, ofrendar su vida honrosamente. Caer prisionero vivo o peor aún rendirse, era considerado por los japoneses como el más grave acto de deshonra personal.
Los soldados japoneses solían lanzarse en masa a la carrera con el fusil, la bayoneta calada, una granada e incluso con katanas. Un ataque banzai solía ser sigiloso, hasta que los soldados se encontraban a una distancia cercana del enemigo, entonces gritaban: "Tenno Heika Banzai" y se lanzaban al ataque. No se conoce con certeza si el significado de la palabra "Banzai" es un grito de euforia que indica victoria, como señalan algunas fuentes, o tiene el significado de "diez mil años", como indican otras fuentes, ya que el idioma japonés utiliza una misma palabra para diversas expresiones.
Algunas cargas Banzai más notorias se registraron en la batalla de Guadalcanal, la reconquista de la isla Attu, la batalla de Saipán y la batalla de Iwo Jima.
La expresión de esta misma forma de ataque fue usada por los kamikazes en las batallas navales.

## En la cultura popular
- En el videojuego Call of Duty: World at War, en la campaña del Pacífico, los japoneses lanzan cargas banzai contra el jugador.
- En la película Cartas desde Iwo Jima, se aprecia cómo los japoneses preferían morir antes que rendirse lanzándose en carga banzai, incluso un oficial pretende inmolarse con una mina debajo de un tanque.
- En el videojuego Rising Storm, el jugador tiene la posibilidad de realizar cargas Banzai si forma parte del bando Imperial.
- En la película Karate Kid, el señor Miyagi lanza el grito Banzai junto a Daniel.
- En la serie That 70 Show, temporada 3 capítulo 13, Hyde se va de un restaurante sin pagar al grito de Banzai.
- En el videojuego Medal of Honor: Pacific Assault, los soldados japoneses lanzan cargas Banzai al soldado Conlin y sus aliados.
- En la película My Way de 2011, los japoneses realizan cargas Banzai contra el ejército soviético en repetidas ocasiones.
- En el videojuego Hearts of Iron IV la táctica "carga Banzai" es exclusiva de Japón.